# Folke Alnevik
Arvid Folke Alnevik (ur. 31 grudnia 1919 w Arbrå w gminie Bollnäs, zm. 17 sierpnia 2020 w Gävle) – szwedzki lekkoatleta (sprinter), medalista olimpijski z 1948 i medalista mistrzostw Europy z 1946.
Zdobył brązowy medal w sztafecie 4 × 400 metrów na mistrzostwach Europy w 1946 w Oslo (sztafeta biegła w składzie: Alnevik, Stig Lindgård, Sven-Erik Nolinge i Tore Sten).
Zwyciężył w biegu na 400 metrów na akademickich mistrzostwach świata w 1947 w Paryżu.
Na igrzyskach olimpijskich w 1948 w Londynie zdobył brązowy medal w sztafecie 4 × 400 metrów. Sztafeta Szwecji biegła w składzie: Kurt Lundquist, Lars-Erik Wolfbrandt, Alnevik i Rune Larsson. Na tych samych igrzyskach Alnevik odpadł w ćwierćfinale biegu na 400 metrów.
Był wicemistrzem Szwecji w biegu na 400 metrów w 1947 i 1948 oraz brązowym medalistą na tym dystansie w 1945, 1946 i 1949.
Alnevik był majorem Szwedzkich Sił Zbrojnych w stanie spoczynku.